# Fannia pubescens
Fannia pubescens är en tvåvingeart som beskrevs av Stein 1908. Fannia pubescens ingår i släktet Fannia och familjen takdansflugor.
Artens utbredningsområde är Kanarieöarna. Inga underarter finns listade i Catalogue of Life.